# Rainbow Dash
(Rainbow Dash a Twilight Sparkle.)
Rainbow Dash è un personaggio principale della serie televisiva animata My Little Pony - L'amicizia è magica; è doppiata in italiano da Federica Valenti e da Ashleigh Ball nell'edizione originale. Rappresenta l'elemento della lealtà. 

## Il personaggio

### Lo sviluppo
Il design del personaggio di Rainbow Dash deriva da quello dell'omonimo pony della terza generazione, mentre la sua personalità è basata sul pony di prima generazione Firefly; anche il cutie mark di Rainbow Dash, una nuvola con un fulmine tricolore, è una modificazione del simbolo di Firefly (una coppia di fulmini blu).

### Carattere
Il personaggio di Rainbow Dash si distingue per il suo carattere irruente e diretto; Rainbow Dash ama mettersi alla prova in acrobazie aeree ed evoluzioni, e si allena costantemente allo scopo di realizzare il proprio sogno ed essere accettata tra i Wonderbolts, la squadra di migliori volatori di tutta Equestria. Unitamente alla passione per il volo e per la velocità, Rainbow Dash dimostra una pronunciata inclinazione per le competizioni, e non esita ad accettare qualsiasi sfida per dimostrare di essere la migliore; ciononostante, ella detesta perdere, e tende a perdere il controllo di fronte alla possibilità di un fallimento, sprofondando nell'insicurezza o arrivando a gareggiare slealmente pur di assicurarsi la vittoria.
L'irruenza di Rainbow Dash la porta a volte a essere arrogante o eccessivamente vanitosa, e il suo modo di fare "cool" tende a farla apparire svogliata e pigra; quando Twilight arriva per la prima volta a Ponyville, biasima il pegaso di non aver sgombrato il cielo dalle nuvole come era suo compito, ma Rainbow Dash per tutta risposta le assicura - e in seguito dimostra - di essere in grado di farlo «in dieci secondi spaccati». Durante la cerimonia di "Chiusura dell'Inverno", Rainbow Dash ha la responsabilità di sovrintendere all'operato dei pegasi, e in diverse occasioni si dimostra volitiva e disponibile nel momento del bisogno, rivelandosi così una buona lavoratrice. È sempre Rainbow Dash a detenere il comando allorché i pegasi di Ponyville sono chiamati a originare un grande tornado allo scopo di far ascendere l'acqua di un laghetto fino a Nuvola City (Cloudsdale in originale) perché possa essere dispensata tra le nuvole.
Rainbow Dash non si tira mai indietro di fronte a una missione affidatale, distinguendosi per la sua fedeltà nei confronti della principessa e per la sua lealtà verso i suoi amici; quando Nightmare Moon tenta di sedurla invitandola a unirsi alla squadra degli Shadowbolts (una versione oscura dei Wonderbolts) e lodandola come miglior aviatrice di tutta Equestria, ella non esita a rifiutare non appena capisce che ciò significherebbe tradire le proprie amiche.
Altro tratto caratteristico di Rainbow Dash è la passione - condivisa con lei da Pinkie Pie - per gli scherzi e le burle.
Rainbow Dash ha anche sviluppato una certa passione per la lettura, nonostante inizialmente la definisse roba "da secchioni", appassionandosi alla serie di avventure di Daring Do.
Dopo qualche imprevisto e ripensamento, Rainbow Dash entrerà come cadetto nell'Accademia dei Wonderbolt per poi finalmente essere ammessa nella squadra vera e propria sotto la supervisione di Saetta; fin dal primo giorno di allenamento, la pegaso verrà benignamente soprannominata "Rainbow Crash".

### Abilità
Rainbow Dash è un pegasus pony in grado di volare a una velocità letteralmente supersonica; in effetti, ella è l'unico pegaso della storia in grado di eseguire un arco-boom sonico (sonic rainboom), un fenomeno immaginario che avviene quando un pegasus pony raggiunge un'elevata velocità, e che consiste in un'esplosione color arcobaleno a forma di anello; Rainbow Dash riesce a produrre un "arco-boom sonico" per la prima volta durante la sua prima gara di velocità, occasione in cui ella guadagnò il proprio cutie mark e al tempo stesso lo fece acquisire pressoché simultaneamente alle cinque future amiche, le quali, benché non fossero presenti, furono influenzate dal fenomeno per un motivo o per l'altro; ne produrrà un altro, involontariamente, durante la competizione dei "Migliori Giovani Aviatori", quando si trova a dover salvare Rarity; in seguito, a partire dal matrimonio tra Princess Cadance e Shining Armor, Rainbow diverrà in grado di creare l'"arco-boom" volontariamente.
Oltre alla velocità, Rainbow Dash può anche vantare un'innata abilità nell'ideare e compiere acrobazie aeree.
Essendo un pegaso, inoltre, Rainbow Dash ha la capacità di manipolare il tempo atmosferico: è in grado, ad esempio, di sgomberare il cielo dalle nuvole o al contrario di ammassarle, di far scaturire fulmini da nuvole procellose o addirittura di dare origine a un piccolo tornado.
Il suo carattere coraggioso, inoltre, la rende per un certo periodo molto celebre in tutta Ponyville e considerata alla stregua di un supereroe, sempre al posto giusto al momento giusto per salvare i pony in difficoltà; a causa della sua natura "cool", inoltre, Rainbow Dash è l'idolo della piccola Scootaloo.

## Equestria Girls
Nell'universo di Equestria Girls, Rainbow Dash è una ragazza liceale dalla pelle azzurra. È una ragazza sportiva ed è capitano di molti club sportivi scolastici, gioca a calcio e sa guidare la moto. Suona la chitarra elettrica, e si trasforma in pony quando mostra il suo carattere leale, ad esempio incoraggiando i compagni di scuola a partecipare ai Chroniathlon. Nel film Equestria Girls - Legend of Everfree Rainbow Dash ottiene, come le sue amiche, dei poteri magici derivati da una pietra magica azzurra, che nel suo caso le dona la super velocità.
A oggi Rainbow è l'unica abitante nativa del mondo di Equestria Girls, assieme a Twilight Sparkle, di cui si sappia per certo che ha visitato Equestria.